# Гарифуллин, Ахмад Хазрат
Ахмад Хазрат Гарифуллин (тат. Əхмəт Хəзрəт Гарифуллин; в миру Артур Сиреневич Гарифуллин; род. 24 марта 1986, Магдебург) — российский деятель ислама, председатель Духовного управления мусульман Дальнего Востока в составе Центрального духовного управления мусульман России, полномочный представитель Верховного муфтия России на Дальнем Востоке. 

## Биография
Артур Сиреневич Гарифуллин родился 24 марта 1986 года в городе Магдебург (ГДР) в татарской семье. Отец, Гарифуллин Сирень Сахибулович — военный, был начальником продсклада. Мать, Гарифуллина Рима Миргабутдиновна, работала в офицерской столовой. С 1989 по 2006 год вместе с семьёй жил в городе Октябрьский, республика Башкортостан, где окончил среднюю школу № 10. В юности увлекался греко-римской борьбой, состоял в молодёжной сборной России.
В 2003 году после прохождения летних подготовительных курсов в медресе «Нуруль-Ислам» в Октябрьском, Гарифуллин был направлен Центральным духовным управлением мусульман России в Стамбул для прохождения курсов по изучению Корана. В 2007 году он окончил обучение, и после возвращения в Россию поступил в Российский исламский университет в Уфе. В 2011 году, после завершения обучения в университете, Гарифуллин начал работать имамом в резиденции Центрального духовного управления мусульман России в Москве. В 2011—2013 годы он обучался на заочном отделении Московского института юриспруденции, а также в Башкирском государственном педагогическом университете им. Акмуллы по специальности «Менеджер в сфере образования».
Весной 2009 года Ахмад хазрат Гарифуллин был назначен имам-хатыбом Уфимской соборной мечети «Ляля-Тюльпан» и преподавателем в Российском исламском университете, где в 2011 году стал деканом Теолого-педагогического факультета. В 2016 году он защитил диссертацию в магистратуре Института профессиональной педагогики и информационных технологий. В 2012 году на IX съезде Центрального духовного управления мусульман России Гарифуллин был выбран членом совета Улемов.
В мае 2014 года он был назначен полномочным представителем Верховного муфтия на Дальнем Востоке и переехал в Хабаровск. Осенью 2014 года Гарифуллин вошёл во второй состав Общественной палаты Хабаровского края, в котором состоял до 2016 года. В октябре 2014 года он был назначен председателем созданного Дальневосточного духовного управления мусульман России. Осенью 2015 года Ахмад хазрат Гарифуллин был избран членом Президиума Центрального духовного управления мусульман России.
Ахмад хазрат Гарифуллин является братом Джамаля хазрата Гарифуллина и Айдар хазрата Гарифуллины. В браке с  Ляйсан Фатиховной. Имеет четырёх сыновей. 